# 台灣漫畫月刊
《台灣漫畫月刊》是一本台灣漫畫雜誌，簡稱《台漫月刊》、《台漫》，由台灣漫畫股份有限公司發行，楊蕙如擔任社長，由臺灣大學卡通漫畫研究社（台大卡漫社）出身的藍弋擔任總編輯。杂志封面廣告詞為「全國第一本全彩本土漫畫月刊」，吉祥物是台灣黑熊。
该杂志于2011年7月6日創刊，2011年7月15日停刊，從創刊到停刊只有10天，成為台灣最短命的漫畫雜誌。

## 發行概要
2010年5月1日，台灣漫畫股份有限公司成立，標舉《台灣漫畫月刊》之宗旨為：「刊載完全由台灣自製的作品，並研發最新繪圖技術，積極爭取異業結盟，以成為台灣漫畫產業的驚奇漫畫（Marvel）為目標。」2010年8月18日，台灣漫畫股份有限公司成立官方臉書粉絲團。
2010年10月19日，藍弋丰接受民視新聞專訪時表示將創辦一本漫畫月刊（當時未公布月刊名稱），而創刊動機為：「去做成一個產業，讓台灣人都知道說：原來文化創意產業那也可以賺錢。」2010年12月8日，藍弋丰在其部落格中證實，他參與創辦《台灣漫畫月刊》並自任總編輯，《台灣漫畫月刊》定於2011年3月創刊；藍弋丰同時提到，他「一方面受寵若驚，一方面卻也暗自竊喜」他被民視新聞稱為「台灣的手塚治」，因為他「希望能在一片廢墟之中建立起台灣的漫畫產業」。
2011年2月20日，楊蕙如以民主進步黨（民進黨）新北市第六選舉區區域立法委員黨內初選候選人身分接受中國評論通訊社（中評社）專訪時表示，《台灣漫畫月刊》已籌備一年，將以全彩印刷，不是政治漫畫，而是以結合台灣漫畫家的漫畫月刊自居，集結一批高學歷、素質佳的年輕人共同參與，總編輯是國立臺灣大學（台大）醫學系畢業，編輯多半是台大、國立成功大學（成大）、國立交通大學（交大）等名校的高材生，希望打破一般人認為漫畫「不太正經」的刻板印象。
2011年5月12日，藍弋丰（帳號plamc）將《台灣漫畫月刊》封面原案公開於批踢踢希洽板（C_Chat）徵詢意見，網友一致批評該案設計水準低劣、簡直是外行人作品；同日，楊蕙如在希洽板發文裁示撤換封面：「看樣子，這個封面惡評如潮。簡單地來說：連希洽板都一面倒不支持的封面設計，就直接打槍。唯一的路，就是重新設計。原本的設計師有問題，換掉。」
2011年7月6日，《台灣漫畫月刊》創刊號上市，每本原價新台幣250元、特價新台幣99元/港幣29元，總頁數200頁，出刊日期為每月6日。首頁刊登楊蕙如的序文〈你多久沒有看台灣的漫畫了呢？〉，此序文引發網友砲轟沒看台灣漫畫的是楊蕙如自己，無數網友不斷貼出台灣有多少漫畫家正繼續創作且不斷出刊的消息。創刊號作者7人之中，5人是台大畢業、1人是國立清華大學（清大）學生、1人是美國視覺藝術學院動畫學系碩士。大部分作品內容被網友認為極其低劣，甚至有人懷疑是使用iOS內建行動應用程式aniQuoma將照片轉為圖片就交稿。
2011年7月6日，楊蕙如在批踢踢希洽板發言：「叫做《台灣漫畫》，並不是自以為可以代表台灣的漫畫，是一種期待、一種希望，期待我們有機會走出一條台灣漫畫的道路。……一個卑微的請求，就是：請讓我們有機會繼續努力。我已經有把房子賣掉、回臺東去種田的覺悟；但是如果可以的話，請讓我們有機會長大。……不要一開始就把我們打到死，可以嗎？如果你覺得哪邊還可以、還不錯，也替我們宣傳一下、鼓勵一下。打死一個孩子很簡單，但是把他養大其實很困難；我真的真的真的好希望，這個小孩有機會活下去！」
2011年7月7日，自稱《台灣漫畫月刊》團隊策士的Anjou在批踢踢希洽板發言，呼籲大家含淚支持《台灣漫畫月刊》：「這個雜誌，不管好壞，都是台灣漫畫困境的一個突破口，也是很多不懂漫畫的金主評估這個市場的依據與數字。……絕大部分的金主都是不懂ACG文化的，他們看的只有數字銷售量而已；然而，沒有這些金主的投入，舞台就開展不起來。為了讓更多台灣的後起之秀有躍上舞台的機會，請大家含淚買一本吧。」但同日舉辦的《台灣漫畫月刊》創刊記者會上，卻有楊蕙如等人推倒美日漫畫人物立牌並高喊「台灣漫畫，讚」的行為；此舉被批評極不尊重美日漫畫作品，不滿意見一發不可收拾；有網友認為，《台灣漫畫月刊》的連載漫畫內容品質，連《蠟筆小新》初期畫功都比不上。同日，楊蕙如表示，《台灣漫畫月刊》往後將斟酌改善，「且看過月刊的人都知道裡面絕非政治漫畫內容，希望能劃分清楚」；藍弋丰則說，《台灣漫畫月刊》的設計、畫風、題材和劇情走向皆與熟悉大眾通路的外部人士溝通過，擬真的新技術畫法也許與傳統動漫風格不一，但期待的是打開更廣的大眾市場、找到新讀者。
2011年7月8日，《台灣漫畫月刊》中的《少年殺無赦》內容及封面用圖，被揭發抄襲出於靜宜大學大眾傳播學系《靜報》一張搭配「八家將陣頭前往鎮瀾宮朝拜，莊嚴肅穆令人凜然」圖說的攝影照片。同日，韋宗成在其個人噗浪發文說明其漫畫作品《八卦山》不能登上《台灣漫畫月刊》的原因：「那時是2009年的10月，之後就跟未來位談好出《AV端指》。本來說如果他們（《台灣漫畫月刊》）跟未來數位談好條件，就把《八卦山》給他們刊；但是根本還沒簽約，總編（藍弋丰）就自己在C洽（批踢踢希洽板）放話說陣容有我的作品；所以我還蠻火的，最後選擇了不刊登。至於為什麼在10月選擇離開？因為實在都在空轉：一直到10月，卡神（楊蕙如）都還說她在跑選舉，前途不明；後來有接了一隻影片的案子，拍完後便選擇了跟未來數位繼續合作出單行本，就一路進行到現在。當時真的一開始所找到的合作作家都是一時之選；這個案子做了兩年，最後作成這樣，其實還蠻扯的。」
2011年7月9日，藍弋丰在台大卡漫社討論板的私下言論被不明社內人士轉貼於Komica，其中：「抱怨一」段稱，韋宗成是《台灣漫畫月刊》創刊計畫的共同提案人，卻拋棄了自己提出的見解「台灣漫畫再不振作，五年內台灣的創作者會全面被中國取代，所以沒有時間了」而離開《台灣漫畫月刊》；「抱怨二」段稱，《挑戰者月刊》為「業界知名的編輯災難」，《CCC創作集》「是越來越進步了，但發行量3000（本），前幾本連送的都沒人要」，兩者都不值得《台灣漫畫月刊》請教；「抱怨三」段稱「台大就是人才濟濟啦，台大就是比較厲害，分數高，連畫圖也比人強，不行喔？」，引發網友強烈反彈。
2011年7月12日，《台灣漫畫月刊》官方臉書粉絲團發布聲明：「即日起，藍弋丰先生不再擔任《台灣漫畫月刊》總編輯，特此聲明，謝謝。」2011年7月13日，楊蕙如在個人噗浪發文聲明撤換《台灣漫畫月刊》總編輯，內容與2011年7月12日《台灣漫畫月刊》官方臉書粉絲團聲明相同；2011年7月14日，楊蕙如於該文回覆網友時表示：「我本來的責任是一個投資者，因為誤信賊人（藍弋丰），被人『賺飽就跑』，導致我自己聲譽和財務都受到重大的傷害。我自己會檢討，謝謝。」
2011年7月15日，《台灣漫畫月刊》官方臉書粉絲團發布聲明：「自2011年7月13日起，藍弋丰先生不再擔任《台灣漫畫月刊》總編輯；其在外一切言論與行為，與本公司無關。若有任何繼續損害本公司資產或聲譽之舉動，必依法追究。特此聲明，謝謝。」同日，《台灣漫畫月刊》發布楊蕙如署名的〈台灣漫畫月刊暫時停刊聲明函〉給各大通路商，宣布：「《台灣漫畫月刊》將無限期暫停出刊。後續一切退刊作業處理，本公司將負起全部責任。」

## 休刊後續
2011年7月16日，楊蕙如為文回覆網友ianmax時承認：「沒做好功課，盲目憑熱情和信任就進場，是我犯的錯，的確該檢討。」但網友懷疑，楊蕙如無法交代為何身為社長的她可以「全權」交給藍弋丰而自己不用插手或視察成果，直到引起網友們撻伐後才撤換總編輯；因此許多網友認為，楊蕙如只是要將《台灣漫畫月刊》的窘境全數推給藍弋丰負責，以表示過失完全不在自己身上；諷刺的是，楊蕙如個人噗浪卻發表了「不該把錯都推在別人身上」。
2011年7月17日上午，批踢踢希洽板網友sfsm揭發《台灣漫畫月刊》內幕，大意如下：
1. 從總編輯到茶水小妹，台灣漫畫股份有限公司員工月薪統一為新台幣19500元；韋宗成認為月薪應該要有新台幣35000元，但楊蕙如只願支付新台幣19500元。韋宗成不接受這種「外勞等級」的薪資，當然帶人離開《台灣漫畫月刊》。關於這點，藍弋丰也應負責。
2. 韋宗成想在《台灣漫畫月刊》連載以台灣政治為題材的漫畫，因為台灣政治是美日漫畫不會用的題材；但此構想被楊蕙如否決，《台灣漫畫月刊》連載漫畫的題材就變成了《補教人生》、《少年殺無赦》、《傷心農場》等「翻人家老哏」的題材，欠缺獨創性與吸引力。
3. 《補教人生》、《少年殺無赦》、《大宇宙戰爭年代誌》作者名字不同，其實畫者都是藍弋丰及三位助手；所以，身兼《台灣漫畫月刊》總編輯與上列三部漫畫畫者的藍弋丰，月薪只有新台幣19500元。
4. 楊蕙如涉嫌趕走「長得不漂亮、又不會化妝」的女性員工。
5. 楊蕙如宣稱她要負起責任，卻要藍弋丰把台灣漫畫股份有限公司買下來。楊蕙如開價新台幣300萬元，後降為新台幣200萬元。但由於台灣漫畫股份有限公司的全部資產都歸在楊蕙如名下而不是台灣漫畫股份有限公司名下，藍弋丰只是買下一個空殼而已，至少必須耗資新台幣600萬元才能重建原有設備；所以大家推測：新台幣300萬元其實是台灣漫畫股份有限公司扣掉資產後燒掉的成本。
6. 楊蕙如身為《台灣漫畫月刊》社長，卻半途不務正業、跑去參加選舉。
7. 楊蕙如開除台灣漫畫股份有限公司全部員工，然後在網路上自稱被騙了。
8. 但《台灣漫畫月刊》創刊號銷售量高到「台灣期刊只有《壹週刊》能擊敗它」。
9. 楊蕙如在乎的是名聲而不是錢，她寧可賠錢也不願遭受網路的批評；「這問題沒解決，《台漫》就沒救。」但是，「沒有那位社長（楊蕙如），也不會有人願意聽那天真浪漫到自我感覺良好的主編（藍弋丰）而投資下去。」

2011年7月17日，臉書社團「全民要求民進黨中央開除楊蕙如黨籍！不要用反智風格把台灣民主當遊戲場！」公布一封疑似藍弋丰寫給出資新台幣一百萬元投資《台灣漫畫月刊》的金主「文局叔」的信件，內容猛烈抨擊楊蕙如。該社團表示，若此信內容為真，從操作手法看來，由藍弋丰一方操作的可能性極大；而經由搜尋引擎搜尋可以得知，「文局叔」極可能是旅居美國紐約的台灣獨立運動策士黃文局。此信還提到另外兩位金主，但名字皆未曝光，分別是一位是「董」字輩與一位以「前輩」稱呼的金主。
2011年7月17日晚間，楊蕙如在批踢踢希洽板發文駁斥sfsm說詞，大意如下：
1. 藍弋對人評論她「賠了（新台幣）幾百萬（元）就沒抗壓性」、瞧不起她「賠錢就難過」的事情，她無法否認，因為新台幣幾百萬元在她眼裡「實在不是小錢」。
2. 她坦承「因為疏於管理、功課做不夠、缺乏美感、認知錯誤、參與不足而投資出這麼爛的作品」並公開道歉。
3. 台灣漫畫股份有限公司員工，包括全職與兼職，總計十餘人，不含漫畫家在內。全職者月薪至少新台幣25000元，其他多都超過，勞保、健保、勞工退休金等費用都是外加。藍弋丰這一年多來每月領的底薪加稿費「自然遠是數倍於此」，這還不包括其他的「外加」。
4. sfsm文中所稱韋宗成與《台灣漫畫月刊》合作案破局的原因「完全不正確」，韋宗成不願合作的原因與她無關。
5. 她無權提案與決定題材，但她不認為題材有什麼錯。她必須承認的錯誤就是：「在那段時間我僅提供資金，導致管理和產出全出問題。」她認為：題材本身無罪，只要作品質感夠好，題材不應是被批判的理由；《台灣漫畫月刊》被批判的理由不應是題材，而是作品本身產出的品質。
6. 她不能接受被指控「因為員工不夠漂亮，就把人趕走」，也不能接受sfsm「指控的諸多錯誤」；若sfsm不舉證或道歉，她將控告sfsm。
7. 《台灣漫畫月刊》創刊後第三日，她就已決定重組台灣漫畫股份有限公司。她打算扛下全部責任以處理善後，從未開出任何價碼要轉讓該公司，也從未接受「別人在外的放話或是開價條件」。
8. 她「徹底承認自己用人不當、管理不佳、也疏於經營的錯誤，解散人事，思考重組，解決後續合約等問題」。
9. 《台灣漫畫月刊》的銷售量「不差，但也沒多好，差不多就是1～2次吃書的標準」。[24]
10. 《台灣漫畫月刊》「這本爛作品」，不值得這麼多的討論與關注；她的「審美觀不佳」與「投資錯誤」，不需要任何的同情。「因為相信了『新技術』可以『超美趕日』的狂想而同意做出了推倒看板的行為，還有發行了這本品質不佳的月刊，我願負起全責，誠懇地向大家致歉。對不起！」

2011年7月19日，sfsm在批踢踢希洽板發文道歉：「基於楊蕙如小姐的抗議，本人在此誠心致上萬分歉意，本人爆料內容謹此作廢。」次日，sfsm在批踢踢八卦板（Gossiping）發文宣稱：「由於一件事實的不同真實觀點與楊小姐認知之真實不符，基於減少興訟、和睦為優先」，故「依照楊小姐（楊蕙如）的要求」逐條道歉。
2011年7月24日，楊蕙如接受中天新聞電話採訪時說，她坦然接受所有批評指教，而且想辦法在未來有機會的時候持續改進。
2011年7月26日，楊蕙如接受採訪時表示，網路上流傳的〈台灣漫畫月刊暫時停刊聲明函〉僅是她與通路商之間的私人信函，她沒料到會被公開流傳；由於合約關係，2011年8月前她無法評論《台灣漫畫月刊》停刊的事情；但她承認，《台灣漫畫月刊》若發生狀況，主要是人事問題：「我沒有做好功課，沒找到對的人，也沒監督好，才導致如此後果！」她說，「總編輯（藍弋丰）說要用新技術、新模式，例如用3D建模作畫，但效果並不理想；很多優秀的漫畫家，也都沒如願找到」，結果就是出刊後確認成績不如預期。同日，《台灣漫畫月刊》官方臉書粉絲團發布楊蕙如署名的〈台灣漫畫月刊暫時停刊聲明函〉另一版本，宣布：「《台灣漫畫月刊》將無限期暫停出刊。後續的訂戶退費作業與相關業務處理，會在一個月內完成。」

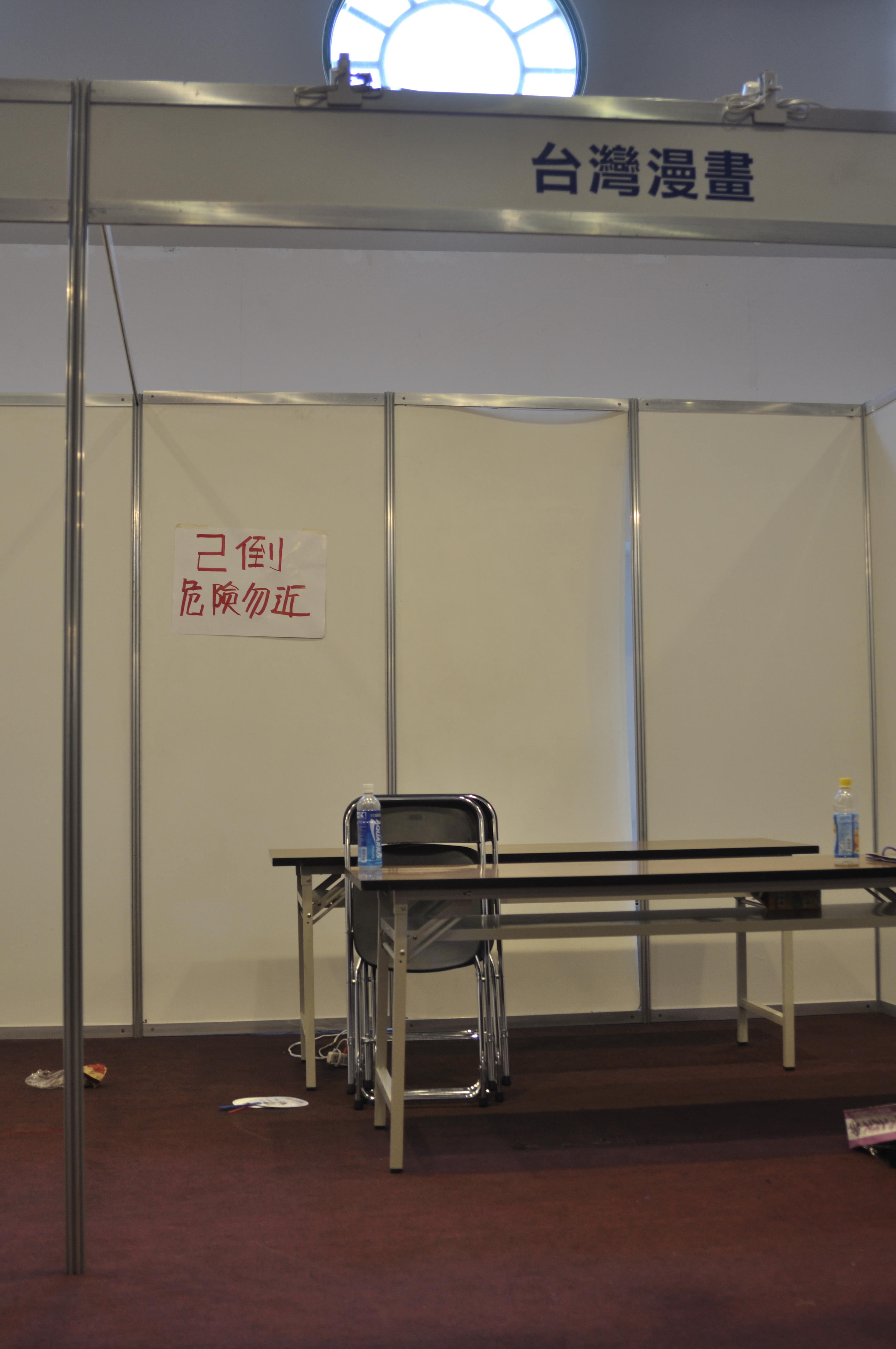
第18屆開拓動漫祭，台灣漫畫股份有限公司攤位

2011年7月30至31日，第18屆開拓動漫祭會場內的台灣漫畫股份有限公司攤位，除了參觀者以外，空無一人。
2012年2月15日，未來數位發表第二屆未來盃華語漫畫獎宣傳影片，楊蕙如在片中把《台灣漫畫月刊》的一頁撕起來吃以自嘲。
2016年6月，民進黨立委陳明文等人成立台灣世代教育基金會，藍弋丰為創會副執行長。2020年，藍弋丰任職台灣民眾黨顧問。

## 評價
2011年5月25日，《玉山周報》編輯部肯定楊蕙如創辦《台灣漫畫月刊》：「身為一個從小沉浸在漫畫書裡長大的小孩，楊蕙如以『愛台灣』為出發，如同她也是台灣加油隊女隊長、走遍世界各國為台灣體育選手加油般的瘋狂熱血，期許以這本將於6月出刊——台灣第一、也是唯一——的本土漫畫月刊作為文創產業的平台，讓更多本土優秀的青年漫畫家有作品發表的機會，進而能讓台灣的動、漫畫與遊戲事業超越日本、香港甚至歐美，達到世界頂尖水準。」
2011年7月6日，《玉山電報》（《玉山周報》旗下網站）總監陳宗逸評《台灣漫畫月刊》：「不論褒貶，這是台灣派陣營史上第一次嘗試在『漫畫市場』上面搶奪發言權，讓被統派意識、日漫畫壟斷的台灣動漫市場有新的可能性。評價個人有個人的看法；但是這個頗具野心的『冒險』計畫可讓人體會出台灣派陣營年輕世代『不怕死』的衝勁，令人刮目相看。」
2011年7月20日，友善之地文創開發（友善文創）總經理王士豪在新頭殼現場直播影音節目《開放編輯室》說，《台灣漫畫月刊》名稱過於強調「台灣」漫畫，而且市場調查與商業操作也有缺陷，導致全部台灣漫畫家一起承擔它的品質，結果反而損害台灣漫畫的名聲，但他肯定「有人願意出錢做這樣的傻事」；台灣漫畫家彭傑則在該節目中說，既然《台灣漫畫月刊》已經有這麼大的媒體曝光度、而且以「台灣」二字為名，「應該是要負起更大的責任，外界當然也會用更高的眼光去檢視它。」
2011年7月24日，對於《台灣漫畫月刊》發行後的內部糾紛與倉促落幕，陳宗逸在《玉山電報》評：「《台灣漫畫月刊》創刊時，社長楊蕙如在記者會上很『雄心壯志』地表演『踢倒』日本漫畫偶像的『行動劇』，想以『愛台灣、看自己的漫畫』這個話題來吸引動漫能量，卻很悲劇性地沒有思考過：台灣在60年『國民黨黨化教育』的架構下的年輕一代，根本不具備任何『圖像思考』能力；近年來許多年輕人前仆後繼地嘗試『台產漫畫』都導致失敗，跟這種『沒有推理、只有歸納』的黨化教育特質有重要的關係，跟『台灣人愛不愛看自己的東西』則沒有直接關係。……不論如何，《台灣漫畫月刊》的虎頭蛇尾，帶給台派陣營的文創企圖非常大的打擊。原本是試圖在文化創意產業中『試圖奪取發言權』，結果卻『承受不住外界壓力』而自我放逐；這樣的冒險，基本上來說，不論從商業角度、文化解釋權角度或者是文創角度，都是個令人不忍卒睹的悲劇。」但該文被讀者留言批評，同樣接受「國民黨黨化教育」的台灣漫畫家如鄭問、高永、賴有賢等人卻能創作出連日本人都讚嘆的漫畫作品，可見《台灣漫畫月刊》的失敗與「國民黨黨化教育」無關。該文支持者以「你不理政治，但政治會理你」等語聲援該文，批判者反批這是將《台灣漫畫月刊》的失敗原因政治化。結果《玉山電報》刊登該文未滿一個月即刪除該文。
2011年7月26日，傻呼嚕同盟召集人Jo-Jo認為，「《台灣漫畫月刊》的漫畫」和「一般認識的漫畫」差距甚遠：就漫畫迷的角度來說，《台灣漫畫月刊》的漫畫「就像宣傳『如廁後要洗乾淨』那種漫畫一樣『不算是漫畫』，連評論都沒辦法」。同日，台灣動漫評論者大破認為，《台灣漫畫月刊》主打的「3D建模漫畫」是用網路找照片後再用影像處理軟體去修邊、描邊、連續成「漫畫」，但由於技術不純熟而產生很多問題，「比如上一幅畫中主角看來像金城武、下一幅看來卻像王力宏，無法連貫，才招來漫迷罵聲不斷」；大破也認為，《台灣漫畫月刊》宣傳太高調，「用『台灣』這麼敏感的字眼，讓人覺得『代表台灣漫畫』；結果一看，覺得：『這什麼鬼？』」
2011年7月27日，《今周刊》第762期認為，《台灣漫畫月刊》「創刊後隨即停刊」的鬧劇並不意味著台灣的文化創意產業沒有市場，但是創業者還是要看營業收入數字；如果政治人物或名嘴認為只靠一張嘴就能帶動業績，那就太低估民眾的智慧了。

## 創刊號揭載作品
- 林佩萱 漫畫／林宏一 編劇：《補教人生 諄賢大樓春秋》
- 楊堅：《傷心農場》
- 劉家君、李承先 漫畫／唐克車 編劇：《少年殺無赦》
- 血多：《我是賣火柴小女孩這漾》
- 咖哩東：《網路星球東東鏘》
- 楊立強 原著／藍弋丰 漫畫：《大宇宙戰爭年代誌》
- 張榮娟（美馨）：《皮諾丘之城》

## 創刊號工作人員
- 社長、發行人：楊蕙如
- 總編輯：藍弋
- 公關主任：張倩瑋
- 3D總監：張茂發
- 美術企畫：楊堅
- 文字編輯：林宏一
- 美術編輯：李承先、林佩萱、劉家君、楊賀婷
- 行政經理：楊蕙心
- 出版：台灣漫畫股份有限公司
- 印刷：榮昱印製廠股份有限公司
- 全球總經銷：知遠文化事業有限公司
- 經銷商：高見文化行銷股份有限公司[39][40]、如翊文化行銷股份有限公司
- 法律顧問：蔡易餘律師
- 香港代理：專業訂閱服務公司[41]

## 外部連結
- YouTube《台灣漫畫月刊》官方頻道
- 台灣漫畫月刊的Plurk專頁
- 台灣漫畫月刊的Facebook專頁